# Bardevanhal, Shorapur
Bardevanhal là một làng thuộc tehsil Shorapur, huyện Gulbarga, bang Karnataka, Ấn Độ.